# 53 Cassiopeiae
53 Cassiopeiae är en vit superjätte i stjärnbilden Cassiopeja. Stjärnan har visuell magnitud +5,61 och är synlig för blotta ögat vid god seeing. 53 Cas befinner sig på ett avstånd av ungefär 1750 ljusår.